# Светислав Тодоровић
Светислав Тодоровић (Београд, 1952) српски је сликар и архитекта.

## Биографија
Рођен је 1952. године у Београду. Дипломирао је на Одсеку унутрашње архитектуре на Факултету примењених уметности Универзитета уметности у Београду и Архитектонском факултету Универзитета у Београду 1975. Од исте године ради самостално на пословима ентеријера, дизајна, филмске и телевизијске сценографије. Основао је свој студио „Одеон филм” који се бавио сценографијом на филму, телевизији и маркетингу у Београду, Луксембургу, Француској и Сједињеним Америчким Државама у периоду од 1989. до 1992. године. Основао је са супругом самостални пројектни студио „Архитекти Ерцеговац Тодоровић А+ЕТ” 1997. у Београду који се бави архитектуром, ентеријером и дизајном, у коме ради као пројектант сарадник. Члан је Архитектонске секције Удружења ликовних уметника примењених уметности и дизајнера Србије и слободни уметник од 1976. године. Излагао је на бројним домаћим и страним стручним и уметничким изложбама, међу којима је изложба конкурсних радова за „Леснину” у Љубљани. Пројектовао је више радова из области унутрашње архитектуре од 1974. до 1976. године. Добитник је бројних домаћих и међународних награда из области маркетинга, архитектуре, ентеријера и дизајна.